# Heliconia pruinosa
Heliconia pruinosa är en enhjärtbladig växtart som beskrevs av Ludwig Eduard Loesener. Heliconia pruinosa ingår i släktet Heliconia och familjen Heliconiaceae. Inga underarter finns listade.